# NGC 1529
NGC 1529 é uma galáxia lenticular (S0) localizada na direcção da constelação de Reticulum. Possui uma declinação de -62° 53' 58" e uma ascensão recta de 4 horas, 07 minutos e 19,9 segundos.
A galáxia NGC 1529 foi descoberta em 9 de Dezembro de 1836 por John Herschel.